# Valeria Cavalli
Valeria Cavalli (Torino, 1º novembre 1959) è un'attrice e modella italiana.

## Biografia
Dopo aver svolto una carriera come modella, particolarmente nel campo delle fotografie pubblicitarie, debutta al cinema nel 1982 con il film Bomber di Michele Lupo. Nel 1993 vince la Grolla d'oro come migliore attrice grazie all'interpretazione in Mario, Maria e Mario di Ettore Scola. Nel 2011 appare nel film Gianni e le donne. È stata anche, dal 2012 al 2013, Gloria Fournier nella soap Un posto al sole.

## Filmografia

### Cinema
- Bomber, regia di Michele Lupo (1982)
- La casa con la scala nel buio, regia di Lamberto Bava (1983)
- Thunder, regia di Fabrizio De Angelis (1983)
- I guerrieri dell'anno 2072, regia di Lucio Fulci (1984)
- Giochi d'estate, regia di Bruno Cortini (1984)
- Prima del futuro, regia di Ettore Pasculli, Fabrizio Caleffi e Gabriella Rosaleva (1985)
- Via Montenapoleone, regia di Carlo Vanzina (1986)
- Stanno tutti bene, regia di Giuseppe Tornatore (1990)
- La bocca, regia di Luca Verdone (1990)
- Il caso Martello, regia di Guido Chiesa (1991)
- Mario, Maria e Mario, regia di Ettore Scola (1993)
- L'amante senza volto, regia di Gerardo Fontana (1993)
- Giustizia per tutti a metà prezzo, regia di Francis De Gueltz (1993)
- Copenhagen fox-trot, regia di Antonio Domenici (1993)
- Ritorno a Parigi, regia di Maurizio Rasio (1994)
- Steadycam, regia di Mario Canali (1994)
- Un altro giorno ancora, regia di Tonino Zangardi (1995)
- C'est jamais loin, regia di Alain Centonze (1996)
- Double Team - Gioco di squadra (Double Team), regia di Tsui Hark (1997)
- La lettera, regia di Dario Migliardi (1997)
- Nel profondo paese straniero, regia di Fabio Carpi (1997)
- Mille bornes, regia di Alain Beigel (1999)
- Sognando l'Africa (I Dreamed of Africa), regia di Hugh Hudson (2000)
- Chi lo sa? (Va savoir), regia di Jacques Rivette (2001)
- Calmi cuori appassionati, regia di Isamu Nakae (2001)
- Streghe verso nord, regia di Giovanni Veronesi (2001)
- Quartetto, regia di Salvatore Piscicelli (2001)
- Après la pluie, le beau temps, regia di Nathalie Schmidt (2003)
- Vengo a prenderti, regia di Brad Mirman (2005)
- Contronatura, regia di Alessandro Tofanelli (2005)
- L'innocenza del peccato (La Fille coupée en deux), regia di Claude Chabrol (2007)
- La terza madre, regia di Dario Argento (2007)
- Temps velours, cortometraggio (2007)
- L'ultimo Pulcinella, regia di Maurizio Scaparro (2008)
- Un uomo e il suo cane (Un homme et son chien), regia di Francis Huster (2008)
- Gianni e le donne, regia di Gianni Di Gregorio (2011)
- A Gang Story (Les Lyonnais), regia di Olivier Marchal (2011)
- Happy Days Motel, regia di Francesca Staasch (2013)
- Il passato (Le Passé), regia di Asghar Farhadi (2013)
- Sole a catinelle, regia di Gennaro Nunziante (2013)
- Sous nos empreintes - cortometraggio (2014)
- Un homme idéal, regia di Yann Gozlan (2015)
- Demi soeurs, regia di Saphia Azzeddine e François-Régis Jeanne (2018)
- Et toi, ca va?, cortometraggio (2019)
- Partenze, regia di Nicolas Morganti Patrignani - cortometraggio (2019)
- Supereroe per caso (Super-héros malgré lui), regia di Philippe Lacheau (2021)
- Il colibrì, regia di Francesca Archibugi (2022)
- Ops! È già Natale (A Sudden Case of Christmas), regia di Peter Chelsom (2024)

### Televisione
- Fantastico 4, regia di Enzo Trapani (1983-1984)
- È proibito ballare, regia di Pupi Avati - film TV (1989)
- Safari, regia di Roger Vadim - film TV (1991)
- Giuseppe (Joseph), regia di Roger Young - miniserie TV (1995)
- HeliCops - serie TV, episodio 1x06 (1998)
- Avvocati, regia di Giorgio Ferrara - miniserie TV (1998)
- La tenda nera, regia di Luciano Manuzzi - film TV (1996)
- Uno di noi -  serie TV (1996)
- Highlander - serie TV, episodio 4x14 (1996)
- Piccolissimo (Petit), regia di Patrick Volson - serie TV (1996)
- L'histoir du Samedi - serie TV, 2 episodi (1996-1999)
- Le destin des Steenfort, regia di Jean Daniel Verhaeghe - miniserie TV (1999)
- Joséphine, ange gardien, episodio 4x11 (2000)
- Victoire, ou la douleur des femmes, regia di Nadine Trintignant - miniserie TV (2000)
- Giornalisti - serie TV (2000)
- L'êtè rouge, regia di Gérard Marx - miniserie TV (2002)
- Le miroir d'Alice, regia di Marc Rivière - miniserie TV (2002)
- Nestor Burma - serie TV, episodio 7x02 (2002)
- Madre Teresa, regia di Fabrizio Costa - miniserie TV (2003)
- Questo amore, regia di Luca Manfredi - miniserie TV (2004)
- Zodiaque, regia di Claude-Michel Rome - miniserie TV (2004)
- Giovanni Paolo II, regia di John Kent Harrison - miniserie TV (2005)
- La freccia nera, regia di Fabrizio Costa - miniserie TV (2006)
- Le maître du Zodiaque, regia di Claude-Michel Rome - miniserie TV (2006)
- Louis la brocante - serie TV, episodio 10x02 (2006)
- Carabinieri - serie TV, 12 episodi (2007-2018)
- Caccia segreta, regia di Massimo Spano - miniserie TV (2007)
- Le vrai coupable, regia di Francis Huster - film TV (2007)
- Mademoiselle Joubert 1 episodio (2007)
- La profezia d'Avignone (La Prophétie d'Avignon), regia di Alain Bonnet - miniserie TV (2007)
- Fuga con Marlene, regia di Alfredo Peyretti - film TV (2007)
- Disparitions, retour aux sources - serie TV, 12 episodi (2008)
- Zodiaco, regia di Eros Puglielli - miniserie TV (2008)
- Coco Chanel, regia di Christian Duguay - miniserie TV (2008)
- Kaamelott - serie TV, 8 episodi (2009)
- Nebbie e delitti - serie TV, episodio 3x03 (2009)
- Un viol, regia di Marion Sarraut - film TV (2009)
- Trahie!, regia di Charlotte Brändström - film TV  (2010)
- Les enquêtes du commissaire Laviolette - serie TV, episodio 1x02 (2010)
- Boulevard du Palais - 1 episodio (2010)
- Victor Sauvage - serie TV, 1 episodio (2011)
- Un posto al sole - soap opera (2012-2013)
- Des frères et des soeurs - film TV (2013)
- R.I.S. Police scientifique - serie TV, episodio 9x03 (2014)
- Una pallottola nel cuore - serie TV, episodio 1x04 (2014)
- Little Murders by Agatha Christie (Les Petits Meurtres d'Agatha Christie) - serie TV, episodio 2x11 (2015)
- I misteri di Laura - serie TV, episodio 1x04 (2015)
- Mes amis, Mes amours, Mes emmerdes - serie TV, episodi 4x04 e 4x06 (2015)
- La loi d'Alexandre - serie TV (2015-2016)
- Commissaire Magellan - serie TV (2018)
- I topi - serie TV (2018)
- L'ora della verità (Le temps est assassin) - serie TV, 8 episodi (2019)
- Seven & me (2018-2019)
- Giustizia per tutti, regia di Maurizio Zaccaro - miniserie TV, episodio 1x04 (2022)
- Arnoldo Mondadori - I libri per cambiare il mondo, regia di Francesco Miccichè – docu-drama (2022)
- Fernanda, regia di Maurizio Zaccaro – film TV (2023)
- Un passo dal cielo - serie TV, episodi 6x03-7x05-7x06-7x08 (2021-2023)
- Le Daron - serie TV (2024)